# Scheibe-Flugzeugbau
Scheibe-Flugzeugbau GmbH i Dachau Tyskland var en flygplanstillverkare som tillverkade motorflygplan, motorseglare, segelflygplan och ultralätta flygplan.  
Företaget grundades av diplomingenjör Egon Scheibe 30 oktober 1951. Redan den 15 november var serieproduktionen igång av Mü 13E som är ursprungsmodellen till den kändare Bergfalken. Ett flertal av företagets produkter har licenstillverkats av andra fabriker. I juni 2006 stängdes fabriken och Hartmut Sammet i Heubach tog över den tekniska supporten till tidigare levererade flygplan i det nya bolaget Scheibe-Aircraft-GmbH

## Flygplanstyper tillverkade vid Scheibe
- Scheibe Mü 13 E Bergfalke I
- Scheibe Bergfalke II
- Scheibe Bergfalke II/55
- Scheibe Bergfalke III
- Scheibe Bergfalke IV
- Scheibe Specht
- Scheibe Spatz A och Scheibe Spatz B
- Scheibe L-Spatz
- Scheibe Spatz 55
- Scheibe L-Spatz 55
- Scheibe L-Spatz III
- Scheibe Zugvogel I (Ka 5)
- Scheibe Zugvogel II
- Scheibe Zugvogel III, IIIA och IIIB
- Scheibe Zugvogel IV och IVA
- Scheibe SF 23 Sperling
- Scheibe Sperber
- Scheibe SF 24 Motorspatz
- Scheibe SF 25 A, B och C
- Scheibe SF 26
- Scheibe SF 27
- Scheibe SF 28 A Tandem-Falke
- Scheibe SF 29
- Scheibe SF 30 Club-Spatz
- Scheibe SF 31 Milan
- Scheibe SF 34 Delphin
- Scheibe SF 36